# Stykkiseyjar
Stykkiseyjar är öar i republiken Island.   De ligger i regionen Västfjordarna, i den västra delen av landet, 160 km norr om huvudstaden Reykjavík.
Terrängen på Stykkiseyjar är mycket platt. Öns högsta punkt är 9 meter över havet. 